# Alice Lafontaine
Pour les articles homonymes, voir Lafontaine.
Alice Lafontaine (Saint-Hugues, 5 septembre 1901 - Lac-Mégantic, 6 janvier 1994) est une narratrice radiophonique québécoise. Elle épouse l'homme politique Cyrille Dumaine le 14 juillet 1925 et prend part à la lutte anti-duplessiste aux côtés de différentes personnalités de l'époque, notamment Jeanne Sauvé.

## Biographie et contributions
Au cours des années 1980 et 1990, Alice Lafontaine collabore avec l'artiste interdisciplinaire André Éric Létourneau. Elle participe comme narratrice à plusieurs de ses horspeils et opéras, notamment à «La course aux tracteurs» (1987), et à l'opéra «Ils viennent : Khédive et Mamelouk, en un seul, sur son patron» (1987 - 2006), dont un extrait intitulé «Le nudisme n'est pas une menace pour l'industrie textile» paraît sur la compilation CD «Radius 4» (étiquette de musique contemporaine américaine Nonsequitur) en 1995. La disque sera réédité quelques années plus tard par le label O.O. Disc et recevra plusieurs critiques favorables, notamment de la part du musicien "Blue" Gene Tyranny (en). Les horspeil auxquels elle participe sont également régulièrement diffusés sur le réseau de l'ACRIQ (Association des créateurs et créatrices radiophoniques indépendants et indépendantes du Québec) entre 1986 et 1993.
Sa voix est également reprise dans des montages sonores réalisés par André Éric Létourneau sur les ondes de la radio de Radio-Canada entre 1997 et 2001 dans le cadre de l'émission Le Navire Night dans une interprétation d'extraits de plusieurs textes. Elle y lit notamment des extraits des œuvres de l'écrivain français Michel Butor,  «Mobile - étude pour une représentation des États-Unis» et «Mille et un plis». Elle apparaît dans plusieurs autres œuvres radios commentées dans le livre « A Selected Survey of Radio-Art in Canada 1960-1992, édité par Dan Lander en 1992 en collaboration avec le Banff Center for the Arts (en). 
Alice Lafontaine s'éteint à Lac-Mégantic (Québec) en janvier 1994 à l'âge de 92 ans.